# Nattapong Pephat
Nattapong Pephat (thailändisch ณัฐพงศ์ เปพาทย์; * 13. November 1995 in Songkhla) ist ein thailändischer Fußballspieler.

## Karriere
Nattapong Pephat spielte bis 2017 beim Songkhla United FC in Songkhla. Der Club spielte in der damaligen dritten Liga, der Thai Premier League Division 1. 2017 wechselte er nach Chonburi zum Chonburi FC. Die Sharks spielen in der ersten Liga des Landes, der Thai League. Für den Klub bestritt er 14 Erstligaspiele. Ende Dezember 2020 wechselte er zum Ligakonkurrenten Suphanburi FC nach Suphanburi. Nach sechs Erstligaspielen unterschrieb er im Mai 2021 in Nong Bua Lamphu einen Vertrag beim Erstligaaufsteiger Nongbua Pitchaya FC. Nach zwei Monaten wurde der Vertrag wieder aufgelöst. Zu Beginn der Saison 2021/22 unterschrieb er in Surat Thani einen Vertrag beim Drittligisten MH Khon Surat City FC. Mit Surat spielte er 18-mal in der Southern Region der Liga. Im August 2022 wechselte er nach Samut Prakan zum Erstligaabsteiger Samut Prakan City FC.